# 旅立ちの島唄〜十五の春〜
『旅立ちの島唄〜十五の春〜』は、2013年5月18日に全国公開された日本映画。吉田康弘監督のオリジナル脚本で、南大東島を舞台に家族愛を描いたもの。2013年04月にノベライズされ、日販アイ・ピー・エスより単行本が刊行されている。
島内に実存する少女民謡グループ「ボロジノ娘」を題材に、沖縄を舞台とする実話をもとにしたボロジノ娘たちのエピソードから制作された。
厚生労働省社会保障審議会推薦児童福祉文化財、厚生労働省社会保障審議会推薦。

## あらすじ
沖縄本島から360km離れた沖縄県南大東島は高校がなく、中学生たちは進学のためには島を出て家族と離れて暮らさなければならない。少女民謡グループ「ボロジノ娘」は、毎年卒業シーズンに別れをテーマにした民謡「アバヨーイ」を父母に向けて歌い、島を旅立って行く。
中学3年になった「ボロジノ娘」のリーダー・仲里優奈（三吉彩花）も、あと1年で生まれ育った島から旅立たなくてはならない。島を離れての新しい暮らしに対する不安、ずっと二人暮らしだった父（小林薫）を島に残していく罪悪感、切ない初恋など、さまざま思いを抱き、優奈は最後に島唄を歌いきって旅立とうと前進して行く。

## 解説
島のドキュメンタリー番組を見た吉田監督は、離島には“別れ”という通過儀礼があり、家族の絆の純粋性、親と子が互いを思いやる。これを題材に、離島で生きている人々の苦しみや喜びや葛藤を描くことによって「親子の情愛を表現した映画になる」と直感、映画製作を決意した。
親子の関係を率直にまっすぐ見つめ直した作品であることから、父親役の小林薫はこの映画について「父と娘、現代版小津安二郎を観ている気持ちになった。」とコメントしている。
主演の三吉彩花については、彼女が15歳の春になる瞬間の今しかできない芝居を映したいとの思いから、撮影時期も実際に彼女が中学を卒業したばかりの2012年ゴールデンウィークに行われた。三線の演奏や独特な節回しの島唄も吹き替えなしで臨んでいる。

## 登場人物・キャスト
- 仲里優奈 - 三吉彩花[5]
- 仲里明美 - 大竹しのぶ
- 仲里利治 - 小林薫
- 仲里美奈 - 早織
- 瑠璃子（優奈の叔母） - 立石涼子
- チーロ（優奈の友人） - 山本舞子
- リッコ（ボロジノ娘後輩） - 照喜名星那
- 幸信（クラスメイト） - 上原宗司
- 伊佐建斗（北大東島の少年） - 手島隆寛
- 仲里正志 - 小久保寿人
- 沖山（ニーニー） - 日向丈
- 茂夫（村の職員） - 松浦祐也
- 藤原克也（美奈の夫） - 若葉竜也
- フーミ姉（ボロジノ娘先輩） - 野吾沙織
- 学校の先生 - 島袋寛之
- 番組司会者 - 前原エリ
- フーミ姉の恋人 - 新屋隆史
- 面接官 - 崎浜秀彌
- 面接官 - 玉那覇由規
- 番組司会者 - 狩俣倫太郎
- イベントのMC - ひーぷー
- 金城悟志 - 普久原明
- ボロジノ娘 OB - 儀間由莉奈、瀬良垣美月、玉村真季奈、沖山美鈴、宮平真生
- ボロジノ娘 - 桃原来夢、玉那覇妃音、屋嘉比凛、宮平優、喜友名可奈子、冨里穂都美、桃原穂夏、平良しえり
- 睦美（新垣先生の娘） - 瀬良垣睦美
- 三線教室の先生 - 新垣則夫

## スタッフ
- 監督・脚本：吉田康弘
- 主題歌：「春にゴンドラ」（歌：BEGIN）
- 撮影：木村信也
- 照明：大城和真
- 録音：横澤匡広
- 美術：古積弘二
- 編集：村上雅樹
- 音楽：きだしゅんすけ
- 挿入歌：砂川恵理歌「十九の春」
- 沖縄ことば指導：今科子、宮島真一
- 三線指導：矢久保信子、迎里計
- 特別協賛&撮影支援：南大東村
- ラボ：東京現像所
- MA：日活スタジオセンター
- プロデューサー：政岡保宏、比嘉洋、澤岳司
- 協力プロデューサー：遠藤日登思
- 配給：ビターズ・エンド
- 製作者：原田知明、玉城惇博、市川透、定井勇二、板東浩二、白石弘幸、豊平良孝
- 製作賛助：沖縄文化等コンテンツファンド投資事業有限責任組合
- 企画・製作：アミューズ映像製作部、沖縄映像センター、デジタル・フロンティア
- 製作：「旅立ちの島唄〜十五の春〜」製作委員会（ アミューズ、沖縄映像センター、ファミマ・ドット・コム、ビターズ・エンド、ひかりTV、琉球放送、沖縄タイムス社）

## 音楽
主題歌「春にゴンドラ」は、南大東島のエピソードをもとにBEGINが書き下ろした。歌詞の要所要所には「製糖工場」「クレーン車」「紙テープ」といった島を連想させる言葉が盛り込まれている。また曲のタイトルは、南大東島では高波により船が接岸できないため、船に乗り降りするためにはクレーン車に吊るされたゴンドラに乗らなければならないことにちなんでいる。
「春にゴンドラ」ミュージックビデオ - YouTube

## 受賞・ノミネート
- 第35回ヨコハマ映画祭最優秀新人賞 三吉彩花[8]
- 第7回アジア太平洋スクリーン・アワード／児童映画部門ノミネート[9]

## 関連製品
ビデオ
「旅立ちの島唄〜十五の春〜」（通常版DVD）（アミューズソフトエンタテインメント、2014年2月26日）
音楽
主題歌「春にゴンドラ」BEGIN（株式会社テイチクエンタテインメント/インペリアルレコード、2013年3月20日）
書誌
山本美砂 「旅立ちの島唄〜十五の春〜」（日販アイ・ピー・エス、2013年4月11日） ISBN 978-4-90-729200-3